# Cumań
Cumań (ukr. Цумань) – osiedle typu miejskiego w rejonie łuckim obwodu wołyńskiego Ukrainy.

## Historia
Pierwsza wzmianka historyczna o miejscowości pochodzi z 1557. Od tego czasu do II wojny światowej pozostawała w ręku Radziwiłłów będąc jednym z głównych ośrodków ordynacji ołyckiej. W 1907 roku w Cumaniu otwarto największy na Wołyniu tartak, który korzystał z własnej elektrowni.
Status osiedla typu miejskiego uzyskano w roku 1940.
Podczas okupacji niemieckiej ukraińscy policjanci zabili w Cumaniu 13 Polaków, mieszkańców Obórek. Egzekucji dokonano 14 listopada 1942 roku. Innym masowym mordem w Cumaniu było zabicie 300-500 osób przez oddział niemiecki. Iwan Kaczanowski datuje mord na 1941 rok a ofiary określa jako Ukraińców, Polaków i Żydów. Według Rąkowskiego pacyfikacja Cumania odbyła się w 1943 roku w reakcji na działania UPA. W tym czasie lasy cumańskie były obszarem zwiększonej aktywności UPA i partyzantki sowieckiej.
W kwietniu 1943 roku sotnia UPA "Jaremy" dokonała ataku na posterunek niemieckiej żandarmerii, według Grzegorza Motyki powołującego się na dokumenty UPA, zginęło 20 Niemców.
W styczniu 2018 liczyło 6548 mieszkańców.
Do 2020 w rejonie kiwereckim. 
W styczniu 2023 liczyło 7165 mieszkańców. 

## Zabytki
- dawny kościół katolicki pw. św. Argentinusa, ufundowany w 1936 roku przez ostatniego ordynata ołyckiego, księcia Janusza Radziwiłła. Po wojnie przebudowany i używany przez instytucje kulturalne. Po upadku ZSRR częściowo udostępniony katolikom[1], jednak msze dla miejscowej wspólnoty parafialnej są odprawiane w innym miejscu[9].

## Park narodowy
W pobliżu Cumania znajduje się park narodowy 'Cumańska Puszcza' o powierzchni 33475 ha. Ze względu na występowanie rzadkiej flory i fauny, teren objęty jest ochroną. W rezerwacie 'Żubr' żyje m.in. kilkadziesiąt żubrów.